# Myra (Sängerin)
Myra (* 1986 in Kalifornien als Mayra Carol Ambria Quintana) ist eine US-amerikanische Sängerin mexikanischer Herkunft. Ihr Titel Miracles Happen war 2001 ein One-Hit-Wonder und wurde als Song im US-amerikanischen Spielfilm Plötzlich Prinzessin für einen American Latino Media Arts Award nominiert.

## Diskografie
- Myra (2001)
- Milagros (2002)